# 夏庭芝
夏庭芝（—1375年），字伯和，一作百和，號雪蓑釣翁，華亭人，元末明初詞曲作家、戲曲史家。曾經教授過楊維祯。夏庭芝的作品僅有《青樓集》流傳，該作品內容為描寫元朝大城市內100多名戲曲女演員的生活。